# Nekrolog 1467
Nekrolog
◄◄
| ◄
| 1463
| 1464
| 1465
| 1466
| 1467 | 1468 | 1469 | 1470 | 1471 | ► | ►►
Weitere Ereignisse | Allgemeiner Nekrolog 1467
Die Beschreibung der verstorbenen Person sollte so kurz wie möglich gehalten sein und nur deren signifikante Tätigkeit(en) enthalten.
Neue Namen ggf. auch unter dem Geburts- und Sterbedatum, also etwa unter 1. Januar und im Geburts- und Sterbejahr (2024) eintragen (nur bei entsprechender großer Wichtigkeit). Für Beispiele siehe die schon vorhandenen Artikel.
Außerdem über die fünf zuletzt Verstorbenen, zu denen es einen ausreichend guten Artikel für eine Präsentation auf der Hauptseite gibt, nach der todesbedingten Überarbeitung der Artikel ggf. auch unter Wikipedia Diskussion:Hauptseite informieren und sie am besten auch in den anderen Wikipedia-Sprachversionen eintragen. Tipp: Regelmäßig bei news.google.de nach „ist tot“, „gestorben“ oder „verstorben“ suchen.
Wenn eine Person gestorben ist, gibt es viele Seiten zu dieser Person in der Wikipedia, die davon auch betroffen sind und entsprechend aktualisiert werden müssen. Beispiele: Namenübersichtsseite, Geburtsjahr, Geburtsort-Seiten und viele mehr.
Wie finde ich die betroffenen Seiten?
Im Suchfeld auf der linken Seite gibt man den Suchbegriff so ein: „Vorname Nachname“. Dann klickt man auf Volltext und alle Seiten mit entsprechendem Suchtext werden aufgerufen. Hier sieht man dann schnell, wo auch das Todesjahr Sinn macht oder sogar ein Teil des Artikels angepasst werden muss. Auch hilft das „Werkzeug“ auf der linken Seite sehr gut, um solche Seiten aufzufinden: „Links auf diese Seite“. Somit ist die Wikipedia wieder aktuell in allen Bereichen! Hinweis: bei Eintragung der Kategorie „Gestorben JAHR“ wird der Missbrauchsfilter 49 ausgelöst, was jedoch nicht schlimm ist. Siehe: Spezial:Missbrauchsfilter/49
Dies ist eine Liste von im Jahr 1467 verstorbenen bekannten Persönlichkeiten. Die Einträge erfolgen innerhalb der einzelnen Daten alphabetisch sortiert. Tiere sind im Nekrolog für Tiere zu finden.

## Februar
| Tag         | Name                   | Beruf, bekannt als                                                      | Alter | Beleg |
| ----------- | ---------------------- | ----------------------------------------------------------------------- | ----- | ----- |
| 21. Februar | Piero Raimondo Zacosta | aragonesischer Adliger und Großmeister des Johanniterordens (1461–1467) |       |       |
| 25. Februar | Jörg Voit von Rieneck  | Amtmann des Domkapitels zu Würzburg                                     |       |       |
| 28. Februar | Ulrich von Plankenfels | Bischof von Chiemsee                                                    |       |       |

## März
| Tag      | Name                 | Beruf, bekannt als | Alter | Beleg |
| -------- | -------------------- | ------------------ | ----- | ----- |
| 14. März | Margarethe von Hanau | deutsche Adlige    |       |       |

## April
| Tag       | Name                              | Beruf, bekannt als               | Alter | Beleg |
| --------- | --------------------------------- | -------------------------------- | ----- | ----- |
| 4. April  | Ludwig von Erlichshausen          | Hochmeister des Deutschen Ordens |       |       |
| 30. April | Jean de Valois, comte d’Angoulême | Graf von Angoulême und Périgord  |       |       |

## Juni
| Tag      | Name         | Beruf, bekannt als | Alter | Beleg |
| -------- | ------------ | ------------------ | ----- | ----- |
| 15. Juni | Philipp III. | Herzog von Burgund | 70    |       |

## Juli
| Tag      | Name                      | Beruf, bekannt als       | Alter | Beleg |
| -------- | ------------------------- | ------------------------ | ----- | ----- |
| 23. Juli | Paul Stange von Legendorf | Fürstbischof von Ermland |       |       |

## September
| Tag          | Name                         | Beruf, bekannt als                                                  | Alter | Beleg |
| ------------ | ---------------------------- | ------------------------------------------------------------------- | ----- | ----- |
| 3. September | Eleonore Helena von Portugal | Frau von Friedrich III. und Kaiserin des Heiligen Römischen Reiches | 30    |       |

## November
| Tag          | Name           | Beruf, bekannt als                                  | Alter | Beleg |
| ------------ | -------------- | --------------------------------------------------- | ----- | ----- |
| 11. November | Dschahan Schah | turkmenischer Herrscher der Qara Qoyunlu            |       |       |
| 11. November | Heinrich IX.   | Herzog von herzoglich Glogau, Freystadt und Crossen |       |       |

## Dezember
| Tag          | Name                       | Beruf, bekannt als                            | Alter | Beleg |
| ------------ | -------------------------- | --------------------------------------------- | ----- | ----- |
| 12. Dezember | Jost II. von Rosenberg     | Bischof von Breslau, Großprior der Johanniter | 37    |       |
| 13. Dezember | Philipp Schenk von Erbach  | Abt des Klosters Weißenburg (Elsass)          |       |       |
| 15. Dezember | Jöns Bengtsson Oxenstierna | schwedischer Erzbischof und Politiker         |       |       |
| 28. Dezember | Agnes von Ahaus            | Äbtissin im Stift Nottuln                     |       |       |

## Datum unbekannt
| Tag | Name                          | Beruf, bekannt als                          | Alter | Beleg |
| --- | ----------------------------- | ------------------------------------------- | ----- | ----- |
|     | Johannes II. Nix von Hoheneck | Bischof von Speyer                          |       |       |
|     | Hans Multscher                | deutscher Bildhauer                         |       |       |
|     | Petru Aron                    | Fürst der Moldau                            |       |       |
|     | Johann von Rohrbach           | österreichischer Staatsmann                 |       |       |
|     | Johann Sine                   | Kaufmann und Ratsherr der Hansestadt Lübeck |       |       |
|     | Salomo ben Simon Zemach Duran | maghrebinischer Halachist                   |       |       |